# Uljasjärvi
Uljasjärvi är en sjö i kommunerna Tammela och Tavastehus i landskapet Egentliga Tavastland i Finland. Sjön ligger 123,6 meter över havet. Arean är 25 hektar och strandlinjen är 3,38 kilometer lång. Sjön  ingår i Kumo älvs huvudavrinningsområde.   Den ligger omkring 28 kilometer sydväst om Tavastehus och omkring 92 kilometer nordväst om Helsingfors. 
Uljasjärvi ligger sydöst om Rautajärvi. 